# Papat Reformista

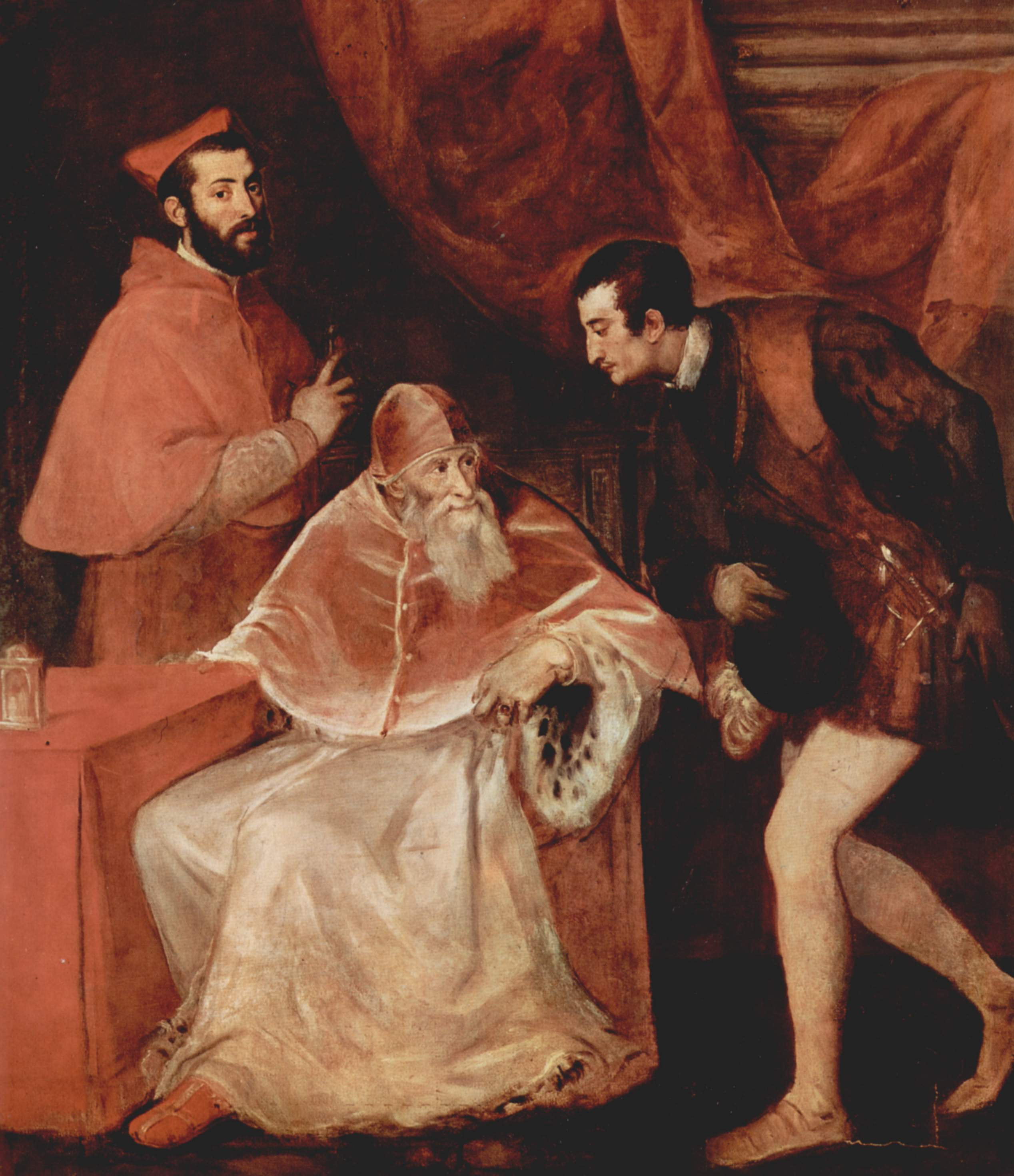
El Papa Pau III amb el seu cardenal-nebot Cardenal Alessandro Farnese (esquerra) i el seu altre net, Octavi Farnese, Duc de Parma.

El papat va experimentar canvis importants des del 1517 fins al 1585 durant la Reforma protestant i la Contrareforma.

## La Reforma

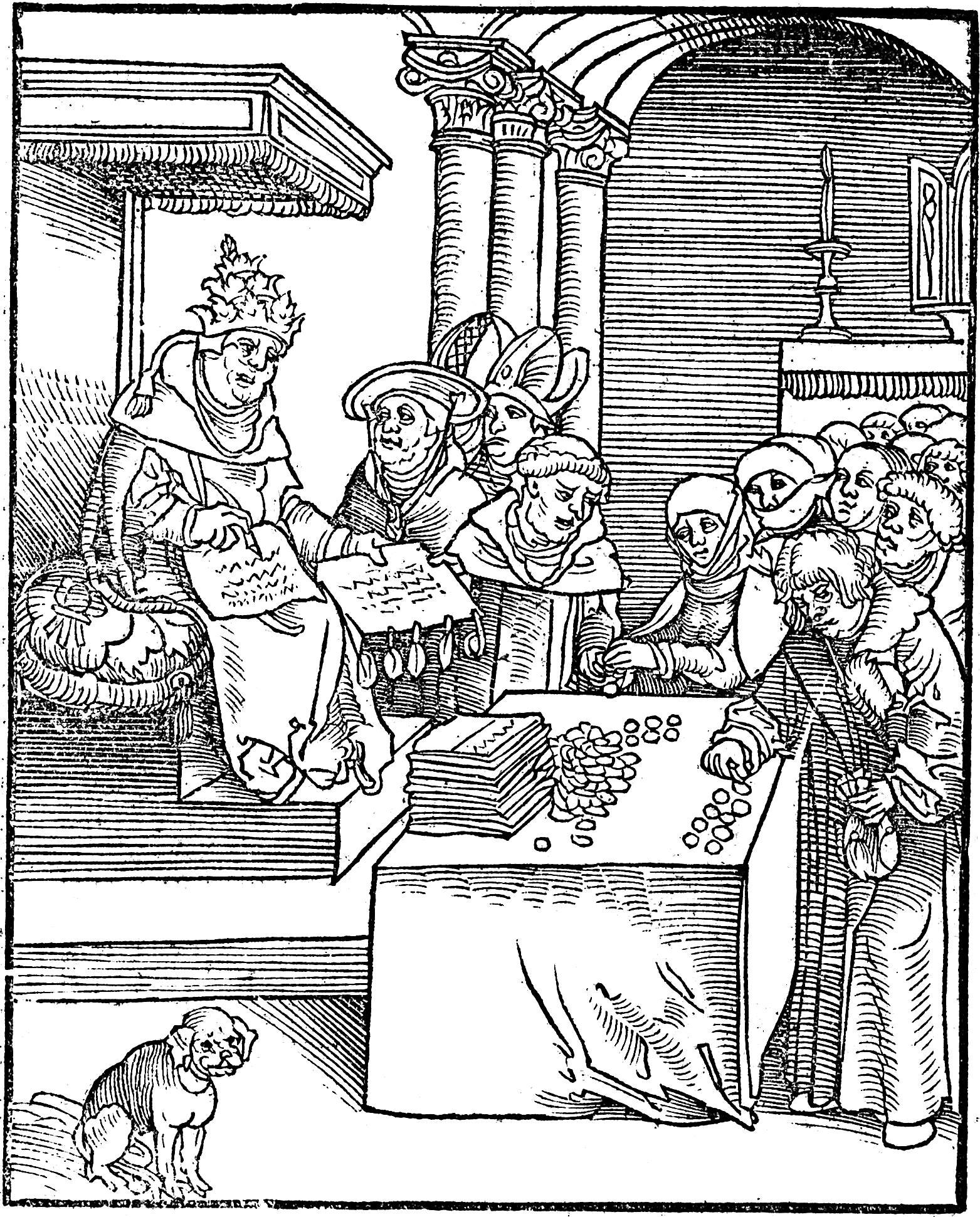
El papa representat com l'Anticrist, signant i venent indulgències, del Passionari del Crist i de l'Anticrist

La institució del papat va patir atacs de molts reformistes protestants, inclòs Martí Luter. Luter, que havia passat un temps a Roma, , va dir que Lleó havia vetat una mesura que els cardenals havien de restringir el nombre de nois que guardaven per al seu plaer, «altrament s'hauria estès per tot el món com oberta i descaradament el papa i els cardenals a Roma practiquen la sodomia»; animant els alemanys a no passar el temps lluitant contra compatriotes en defensa del papat.
Juntament amb Luter, Joan Calví, Thomas Cranmer i John Knox van identificar el Papat romà com l'Anticrist.
 Els Centuriators de Magdeburg, un grup d'estudiosos luterans de Magdeburg encapçalats per Matthias Flacius, van escriure els 12 volums de "Segles de Magdeburg" per desprestigiar el papat i identificar el papa com a l'Anticrist.
En cridar el papa "Anticrist", els primers luterans es van mantenir en una tradició que arriba fins al segle xi. No només els dissidents i els heretges, sinó que fins i tot els sants havien anomenat el bisbe de Roma "anticrist" quan volien castigar el seu abús de poder..
Les quatre tradicions més importants que van sortir directament de la reforma van ser la tradició luterana, la tradició reformada/calvinista/presbiteriana, la tradició anabaptista i la tradició anglicana. Les tradicions protestants posteriors generalment remunten les seves arrels a aquestes quatre escoles inicials de la Reforma. També va comportar la reforma catòlica o contrareforma dins de l'Església catòlica romana. Tots els luterans, reformats, anabaptistes i metodistes van incloure referències al papat com a anticrist en les seves confessions de fe:
- Articles de Smalcald, article quatre (1537)

«... el Papa és el mateix Anticrist, que s'ha exaltat ell mateix per sobre, i s'ha oposat contra Crist perquè no permet salvar els cristians sense el seu poder, que, no obstant, no és res, ni és ordenat ni manat per Déu. Això és, adequadament parlant per exaltar-se per sobre de tot el que és anomenat Déu com diu Pau, 2 Tess. 2, 4. Fins i tot els turcs o els tàtars, grans enemics dels cristians tal com són, no ho fan, sinó que permeten a qui vulgui creure en Crist i prenen tribut i obediència corporal dels cristians... Per tant, tan poc. com podem adorar el diable ell mateix com a Senyor i Déu, podem suportar el seu apòstol, el Papa o l'Anticrist, en el seu domini com a cap o senyor. Per mentir, per matar i per destruir el cos i l'ànima eternament, és en el que consisteix realment el seu govern papal... El Papa, però, prohibeix aquesta fe, dient que per salvar-se una persona ha d'obeir-lo. Això no volem fer-ho, tot i que per això hem de morir en nom de Déu. Tot plegat prové del fet que el Papa ha volgut ser anomenat cap suprem de l'Església cristiana per dret diví. En conseqüència, havia de fer-se igual i superior a Crist, i va haver de fer-se proclamar el cap i, després, el senyor de l'Església, i finalment del món sencer, i simplement Déu de la terra, fins que no s'hagi atrevit a dictar ordres. fins i tot als àngels dins del Cel…»
- Tractat sobre el poder i la primacia del papa (1537)

«... Ara, és evident que els pontífex romans, amb els seus seguidors, defensen [i practiquen] doctrines sense pietat i serveis sense pietat. I les marques [tots els vicis] de l'Anticrist concorden clarament amb el regne del Papa i els seus seguidors. Per a Pau, en descriure a Anticrist als Tessalonicencs, l'anomena 2 Tess. 2, 3: un adversari de Crist, que s'oposa i s'exalta sobre tot el que s'anomena Déu o que s'hi venera, de manera que, com Déu, s'asseu al temple de Déu. Parla, per tant, d'una sola decisió a l'Església, no de reis pagans, i l'anomena aquest adversari de Crist, perquè idearà doctrina en conflicte amb l'Evangeli i assumirà a si mateixa l'autoritat divina…»
- Confessió de Westminster (1646)

«25.6. No hi ha un altre cap de l'Església sinó el Senyor Jesucrist: ni el Papa de Roma en cap sentit pot ser el cap; però és aquell Anticrist, aquell home del pecat i fill de la perdició, que s'exalta a l'Església contra Crist i tot el que s'anomena Déu.»

## La Contrareforma
L'Església catòlica no va realitzar una resposta organitzada i deliberada a la Reforma protestant fins a l'elecció (1534) del papa Pau III, que va posar el papat al capdavant d'un moviment per a la reforma de totes les esglésies. El papa Pau III va establir una comissió de reforma, va nomenar diversos reformadors principals al Col·legi de Cardenals, va iniciar la reforma de l'aparell administratiu central a Roma, va autoritzar la fundació dels jesuïtes, l'ordre que després es va demostrar tan lleial al papat i va convocar el Concili de Trento, que es va reunir de manera intermitent entre 1545 i 1563. El concili va aconseguir iniciar diverses reformes morals i administratives, inclosa la reforma del mateix papat, que estava destinada a definir la forma i a fixar el to del catolicisme romà fins a mitjan segle xx.
Aquestes reformes van incloure la fundació de seminaris per a la formació adequada dels sacerdots en la vida espiritual i les tradicions teològiques de l'Església, la reforma de la vida religiosa per retornar les ordes als seus fonaments espirituals i nous moviments espirituals centrats en la vida devocional i personal de relació amb Crist, incloent-hi els místics espanyols i l'escola francesa d'espiritualitat.

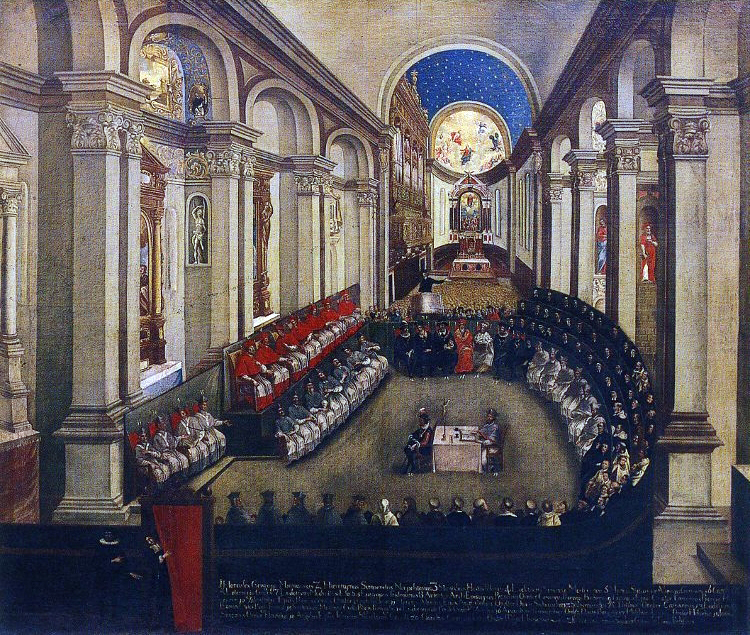
El Concili de Trento

El papa Pau III (1534-1549) va iniciar el Concili de Trento (1545-1563), una comissió de cardenals encarregada de la reforma institucional, per abordar qüestions contencioses com a bisbes i sacerdots corruptes, indulgències i altres abusos financers. El Concili va rebutjar clarament les posicions protestants específiques i va mantenir l'estructura bàsica de l'església medieval, el seu sistema sacramental, els ordes religiosos i la doctrina. Va rebutjar tots els compromisos amb els protestants, afirmant els principis bàsics de la fe catòlica. El Concili va confirmar clarament el dogma de salvació apropiat per Crist viscut per fe i obres. La transsubstanciació, durant la qual es va mantenir el pa i el vi consagrats per convertir-se (substancialment) en el cos i la sang de Crist, juntament amb els Set Sagraments. Es van reafirmar amb força altres experiències que van provocar la ira dels reformistes protestants, com ara indulgències, pelegrinatges, veneració de sants i relíquies i la veneració de la Mare de Déu va ser reforçada com espiritualment vital.
Però, si bé es refermava l'estructura bàsica de l'Església, hi havia canvis notables per respondre a les queixes que els contrareformistes tàcitament estaven disposats a admetre que eren legítimes. Entre els condicionants a corregir pels reformadors catòlics hi havia la creixent fractura entre els sacerdots i el ramat; molts membres del clergat de les parròquies rurals, al cap i a la fi, havien estat mal educats. Sovint, aquests sacerdots rurals no coneixien el llatí i mancaven d'oportunitats per a una formació teològica adequada (abordar l'educació dels sacerdots havia estat un focus fonamental dels reformistes humanistes en el passat). Els sacerdots parroquials ara estarien més ben educats, mentre que les autoritats papals pretenien eliminar les distraccions de les esglésies monàstiques. Els quaderns i manuals es van fer comuns, descrivint com ser bons capellans i confessors .
Així, el Concili de Trento es va dedicar a millorar la disciplina i l'administració de l'Església. Els excessos mundans de l'església secular renaixentista, amb l'època d'Alexandre VI (1492-1503) com a paradigma, van esclatar en la Reforma sota el papa Lleó X (1513-1521), la campanya de la qual va recaptar fons als estats alemanys per reconstruir la basílica de Sant Pere donant suport a la venda d'indulgències va ser un impuls clau per a les 95 Tesis de Martí Luter. Però l'Església catòlica respondria a aquests problemes mitjançant una vigorosa campanya de reforma, inspirada en moviments de reforma catòlics anteriors que van ser anteriors al Concili de Constança (1414-1417): humanisme, devocionalisme, legalista i la tradició observatina.
El Concili, en virtut de les seves accions, va rebutjar el pluralisme de l'Església secular del Renaixement: es va reforçar l'organització de les institucions religioses, es va millorar la disciplina i es va destacar la parròquia. El nomenament de bisbes per motius polítics ja no era tolerat. En el passat, els grans arrendaments van obligar a molts bisbes a ser "bisbes absents", que de vegades eren administradors de propietats formats en l'administració. Així, el Concili de Trento va combatre l'"absentisme", que era la pràctica dels bisbes residents a Roma o en les terres que no eren a les seves diòcesis. El Concili de Trento també va donar als bisbes un major poder de supervisar tots els aspectes de la vida religiosa. Prelats zelosos com l'arquebisbe de Milà, Carles Borromeu (1538-1584), més tard canonitzat com a sant, va posar un exemple visitant les parròquies més remotes i inculcant alts estàndards. A nivell parroquial, el clergat format per seminaris que es va fer càrrec a la majoria de llocs durant el segle xvii va ser aclaparadament fidel al govern del celibat de l'església .
El regnat del papa Pau IV (1555-1559) està associat a esforços de renovació catòlica. Pau IV de vegades es considera el primer dels papes de la Contrareforma per la seva decidida determinació d'eliminar totes les "heretgies" i les pràctiques institucionals de l'Església que van contribuir a la seva crida. Dues de les seves estratègies clau eren la Inquisició i la censura de llibres prohibits. La Inquisició, reorganitzada sota Pau III, es va desenvolupar sota Pau IV en un instrument fantàstic, fins i tot acusat pels cardenals catòlics Jacopo Sadoleto, Reginald Pole i Giovanni Morone, que van passar diversos anys a les presons de la Inquisició. A Calàbria, es va dur a terme una cruenta persecució de valdesos. A Roma, Ignasi de Loiola temia obertament de Pau IV. La Inquisició va ser més severa a les zones controlades per Castella. Existeix una gran diferència entre la inquisició espanyola i la inquisició papal, aquesta darrera, més lleugera i buscada, per evitar l'alternativa espanyola. En aquest sentit, els seus esforços agressius i autocràtics de renovació reflectien molt les estratègies dels moviments de reforma anteriors, especialment els bàndols legalistes i observantins: els heretges ardents i l'èmfasi estricte en el dret canònic. També reflectia el ràpid pas cap a l'absolutisme que caracteritzava el segle XVI.
Si bé l'aproximació autoritària agressiva era indubtablement destructiva de l'experiència religiosa personal, una nova onada de reformes i ordres va proporcionar un fort costat devocional. El devocionalisme, no el misticisme subversiu proporcionaria una forta sortida individual per a l'experiència religiosa, sobretot a través de la meditació com la recitació del rosari. El costat devocional de la Contrareforma va combinar dues estratègies de renovació catòlica. Per una banda, l'èmfasi de Déu com a governant absolut que no es pot conèixer, un Déu de qui s'ha de tenir por, va coincidir bé amb l'absolutisme agressiu del papat sota Pau IV. Però també va obrir nous camins cap a la pietat popular i l'experiència religiosa individual.
El Papat de Pius V (1566-1572) va representar un fort esforç no només per contrarestar contra els heretges i els abusos mundans dins de l'Església, sinó també per millorar la pietat popular en un esforç decidit per obviar l'atractiu del protestantisme. Pius V va ser entrenat per una dominada sòlida i austera pietat pels dominics. Per tant, no és d'estranyar que comencés el seu pontificat donant grans almoines als pobres, a les organitzacions benèfiques i als hospitals en lloc de centrar-se en el mecenatge. Com a pontífex, va exercir les virtuts d'un monjo. Conegut per consolar als pobres i malalts, Pius V va intentar millorar la moral pública de l'Església, promoure els jesuïtes, donant suport a la Inquisició. Va fer complir l'observança de la disciplina del Concili de Trento i va donar suport a les missions al Nou Món. La Inquisició espanyola, dirigida des de l'estat espanyol absolutista des de Ferran i Isabel, va evitar el creixement del protestantisme a Espanya abans que es pogués difondre.

## Conseqüències
El pontificat del papa Sixt V (1585-1590) va obrir l'etapa final de la reforma catòlica característica de l'època barroca de principis del segle xvii, allunyant-se de la força per atraure. El seu regnat es va centrar a reconstruir Roma com a gran capital europea i ciutat barroca, símbol visual de l'Església catòlica.